# La Granja d'Escarp
La Granja d'Escarp è un comune spagnolo di 1 064 abitanti situato nella comunità autonoma della Catalogna.